# Panasonic AG-HPX371 E
Die Panasonic AG-HPX371 E ist ein professioneller Schulter-Camcorder der P2HD-Serie von Panasonic. Das Modell gehört zur AG-HPX370 Reihe die als Nachfolger der AG-HPX300 Reihe entwickelt wurde. Sie bietet verbesserte Bildqualität mit weniger CMOS-Rauschen und verfügt zudem über eine weite Auswahl an Aufnahmeformaten. Die AG-HPX370 Reihe umfasst dabei die AG-HPX370, AG-HPX371, AG-HPX372, AG-HPX373 und die AG-HPX374.
Die Kamera verfügt über drei 1/3-Zoll-CMOS-Sensor mit einer Auflösung von jeweils 1920 × 1080 Pixeln und unterstützt verschiedene professionelle Codecs wie AVC-Intra100 und DVCPRO-HD. Die Kamera bietet zudem eine Vielzahl älteren Codecs wie DVCPRO50, DVCPRO und DV.
Die Kamera wurde Serienmäßig mit einem Fujinon XT17x4.5BRM-K14 Parfokal-Objektiv von FUJIFILM ausgeliefert. Dieses bietet mit seinen 4,5 bis 77 mm (32,4 bis 554,4 mm äquivalent auf Vollformat) einen effektiven 17x Zoom.